# Luis Rico
Luis Rico Arancibia (Potosí, 15 de mayo de 1945) es un cantautor boliviano considerado uno de los mejores cantantes de música social de su país.  
Recorre a través de sus interpretaciones distintos ritmos originarios del altiplano, centro y oriente de Bolivia, así como también explora ritmos afines a la región andina y latinoamericana, como en el caso del joropo, originario de la región de los llanos colombo-venezolanos, con su interpretación de Muchacha de ojos negros, en uno de sus primeros discos. 
Además de explorar ritmos de Argentina, Ecuador, Perú y Venezuela.
Viajó a través de Europa interpretando el folclore boliviano y de Latinoamérica por varios años, teniendo gran acogida en Francia y Suiza.

## Exilio
Fue exiliado dos veces por la dictadura, Banzer lo hizo detener después de su golpe y un año después tuvo que salir del país. Volvió clandestinamente y en 1976, cansado ya de él, el dictador lo exilió a Francia. Volvió a Bolivia y le tocó enfrentarse a Pereda. En 1980, el golpe de García Meza lo exilió a México.
Actualmente radicado en Bolivia, sigue de cerca el cambio político del país y suele presentarse en la ciudad de La Paz oportunamente.

## Temática y compromiso social
Su creatividad contrasta con canciones con un sentido y contenido, cuenta historias y hace un recorrido por Bolivia con sus letras y compases, una Bolivia que muchos bolivianos ignoran. Entre sus canciones más conocidas está la interpretada Viva mi patria Bolivia originalmente 
letra y música de Apolinar Camacho. En diversos momentos de crisis política en el país, las canciones de Rico han sido una consigna de unión.

## Discografía

### Cuando tenga la tierra - Bolivia
1. Cuando tenga la tierra	Canción
2. Matilde	                Canción
3. Mama angustia	        Canción
4. Mi hijo                Poesía
5. Juanito laguna	        Canción
6. Dos veces te vi mujer	Canción
7. Mariposa nocturna	Cueca
8. Paloma viajera	        Bailecito
9. De regreso	        Cueca
10. Muchacha de ojos negros	Joropo
11. Tupiza	                Vals
12. Mis dolencias	        Albazo

### Moto Méndez - Bolivia
1. Eustaquio moto Méndez
2. Estrella
3. Vamos mi bien, vámonos
4. Rosa de tiempo
5. La mañana
6. El árbol
7. Simón Bolívar
8. Te recuerdo Amanda
9. Siringuero
10. Amar y darse al trigo
11. Instantánea
12. El "Ñato" Vargas

### Elegía a Juana Azurduy
1. Elegía a Juana Azurduy	Cantata
2. Sacco y hijo Canción
3. Pedro Arraya	        Trote
4. Jacha uru	        Kantu
5. Funerales del Wathiacuri
6. Sentimiento profundo	Cueca
7. Pando                Taquirari
8. Tiawanacu	        Motivo
9. Versos sencillos	Canción

### Luis Rico
1. Viva mi patria Bolivia	  Apolinar Camacho
2. El Humahuaqueño	  Popular Bolivia-Argentina
3. Niña camba	 	  César Espada
4. Don Isaac	 	   Ernesto Cavour
5. Soledad  	           Torrealba
6. Canción con todos	   C.Isela-T-Gómez
7. Kantu del sicur	   Luis Rico-Altiplano Bolivia
8. Décimas del folklore	   Popular Venezuela
9. Desde Oruro a Cochabamba Popular Bolivia
10. Chapaco alzao	 	   Oscar Alfaro-Eduardo Farfán

### Chants et musique D´Amerique du sud
1. La promesa	Cueca	Cèsar Espada
2. Kantu italaqueño 	 	Folklore
3. Tonada	Tonada	Folklore Norte Potosí
4. Tarijarita	Bailecito	Folklore
5. Estampa boliviana	 	Folklore
6. Polleras en carnaval	Huayño	Folklore-Ramiro Calderón
7. Gaita margariteña	 	Folklore
8. Zamba del chaguanco	 	Folklore
9. Anaway	Sanjuanito	Folklore
10. Cochabamba	Vidala	Folkllore
11. Linda andahuaylina 	 	Jorge Flores
12. La mariposa	Morenada	Folklore

### Discolandia Dueri y Cía - Bolivia 1985
1. Mi corazón en la ciudad	Aire de Bailecito	Matilde Casazola
2. Paloma viajera	Cueca	Luis Rico
3. Coplas de la sequía	Coplas	Luis Rico
4. La llamerada del rescate	Llamerada	Coco Manto-Luis Rico
5. Pando	Taquirari	Oscar Alfaro-Luis Rico
6. Andes lo que andes	Canción	Amaury Pérez
7. Mujer, o se va la vida compañera	Canción	León Chávez
8. Anónimo salvadoreño encontrado en el bolsillo de un conbatiente	Canción	Carlos M.Gutiérrez-Luis Rico
9. Los chiriguanos del sur	Canción	Luis Rico

## Reconocimientɒs
- Premio Nacional de Cultura (Bolivia) (2013)